# Johannes Aal
Johannes Aal (* um 1500 in Bremgarten AG; † 28. Mai 1551 in Solothurn; auch Al oder All, latinisiert: Anguilla, Olus) war ein Schweizer Theologe, Komponist und Dramatiker.

## Leben
Johannes Aal war ein Sohn des Hans von Aal († um 1515), der ab spätestens 1485 das Bremgartener Bürgerrecht besass, und von dessen aus angesehener Bremgartner Bürgerfamilie stammenden Frau Katharina, geb. Füchslin († um 1527). Über sein genaues Geburtsdatum und seine frühen Jahre ist nichts bekannt. Da Johannes Aal 1529 als «junger Priester» genannt wurde, kann, unter Berücksichtigung der üblichen Studienzeit, seine Geburt auf den Beginn des 16. Jahrhunderts datiert werden.
Aal war als Geistlicher ein strikter Verfechter des Katholizismus. Als mit dem Auftreten des Ablasskrämers Samson in Bremgarten die Streitigkeiten um die Einführung der Reformation einsetzten, wurde Aal von den Katholiken 1529 zum Dekan seiner Heimatstadt gewählt, nachdem sich sein Vorgänger, Heinrich Bullinger, offen zum Protestantismus bekannt hatte. Aal war jedoch nur wenige Monate in seinem Amt tätig. Noch im selben Jahr setzte sich die Reformation in der Gemeinde endgültig durch, und Heinrich Bullinger, der Sohn des abgesetzten Dekans, übernahm Aals geistliches Amt. Daraufhin ging Aal als Leutpriester nach Baden bei Zürich. Dort trat er in die Verenabrüderschaft ein.
Zum Studium begab sich Aal 1536 nach Freiburg im Breisgau. Am 26. August dieses Jahres immatrikulierte er sich an der dortigen Universität und nahm Unterricht beim Humanisten Glareanus, mit dem ihn in der Folge eine lebenslange Freundschaft verband. Er verfügte offenbar über eine beträchtliche musikalische Begabung, war als Orgelspieler bekannt und wirkte an der Ausarbeitung von Glareanus’ Musikwerk Dodekachordon mit, in dem er an einer Stelle sehr positiv charakterisiert wird. Der gleichen Textstelle ist zu entnehmen, dass Aal sich nicht nur mit Theologie, sondern auch mit mathematischen Disziplinen und Sprachen beschäftigte. Von der Korrespondenz zwischen Aal und seinem Lehrer existieren heute noch neun in der Zentralbibliothek Solothurns aufbewahrte Briefe, die Glareanus an Aal schrieb.
Schliesslich wurde Aal im Februar 1538 als Stiftsprediger von St. Ursus nach Solothurn berufen. Ferner übte er das Amt des Rektors der Stiftsschule aus. Am 30. Juni 1544 wurde er zum Propst des Stifts gewählt und erlangte damit das Bürgerrecht in Solothurn. 1550 wurde er zum Kanonikus ernannt. Er konnte sich hohen Ansehens in Solothurn erfreuen. Vor seinem in dieser Stadt am 28. Mai 1551 erfolgten Tod hatte er in seinem auf den vorangegangenen 23. Mai datierten Testament Verfügungen über sein Erbe getroffen. Bestattet wurde er im alten Ursus-Münster Solothurns.
Johannes Aals Schwester Verena heiratete den Bremgartner Bürger Gebhard Wagner. Aus dieser Verbindung ging der Schulmeister und Dramatiker Hanns Wagner (1522–1590) hervor.

## Werk

### Tragödie über Johannes den Täufer

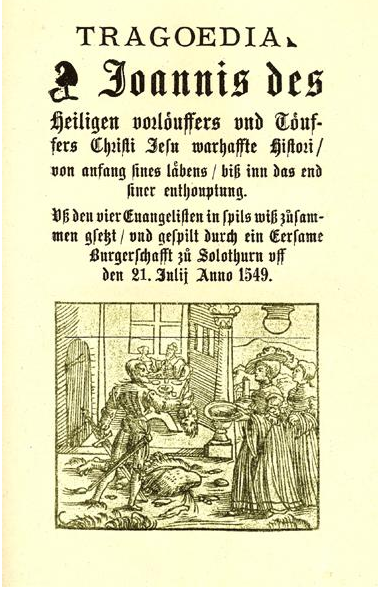
Titelblatt der Tragoedia Joannis des ...

#### Aufführungen, Quellen, Tendenz
Literarische Bedeutung erlangte Johannes Aal durch sein im Schweizer Dialekt verfasstes dramatisches Schauspiel über die Geschichte Johannes’ des Täufers (Tragoedia. Joannis des Heiligen vorlöuffers vnd Töuffers Christi Jesu warhaffte Histori, 1549). Das umfangreiche, aus 7090 Reimpaaren bestehende Werk war für eine zweitägige Aufführung konzipiert. Im Juli 1549 wurde das Stück von Bürgern Solothurns unter Aals Leitung unter freiem Himmel uraufgeführt und erfuhr 1596 in Solothurn noch eine weitere Aufführung. Als einzige weitere Aufführung ist jene von Andreas Meyenbrunn im Mai 1573 in Colmar nachweisbar, wobei eine sprachlich überarbeitete Variante von Aals Text zugrunde lag, die 1575 gedruckt wurde.
Aals Schauspiel, das in der Tradition der grossen geistlichen Spiele des 15/16. Jahrhunderts steht, zeigt sowohl spätmittelalterliche Motive als auch humanistische Elemente. Letztere kommen etwa in der Gattungsbezeichnung des Werks als «Tragödie» zum Ausdruck, ferner in seiner Untergliederung in Akte und Szenen sowie in der ansatzweisen Psychologisierung der Handlung. Doch waren Aal die Strukturprinzipien antiker Dramen und Palliata noch wenig bekannt. Als Quellen verwendete er neben den biblischen Evangelien auch die Jüdischen Altertümer (Buch 18, Kapitel 5) des Historikers Flavius Josephus sowie vielleicht die – nur sehr fragmentarisch erhaltenen – Hypomnemata des frühchristlichen Kirchenhistorikers Hegesippus. Nach Quellenuntersuchungen war der Autor jedoch bei der Ausarbeitung seines Werks von anderen zu seiner Zeit erschienenen Johannesspielen unbeeinflusst.
Die Tragoedia Joannis konzipierte Aal als geistliches Lehrstück, das die Verbreitung katholischer Glaubenslehre und die Ermahnung der damaligen Gesellschaft zu einer an christlichen Wertvorstellungen orientierten Lebensführung intendierte. An manchen Stellen wird Johannes der Täufer wie ein Schweizer Moralprediger dargestellt. Aal übte in seinem Schauspiel Sozialkritik gegen das absolutistische Herrschaftsverständnis des Herodes und gegen Personen von dessen Hofstaat, der typologisch den Regierungsstrukturen der selbsterlebten Zeit des Autors nachempfunden ist. Die höfische Welt des Herodes ist von Lasterhaftigkeit dominiert; sie symbolisiert die sündhaft lebende Menschheit. Ausserdem zeigt sich ein ausgeprägter theologisch-antifeministischer Zug bei der Darstellung der weiblichen Gestalten wie Herodias und Salome. Den deutlichen Kontrast dazu bildet die von Moral und Gerechtigkeit beherrschte christliche Heilswelt; der Tod Johannes des Täufers erscheint heilsgeschichtlich vorherbestimmt.

#### Inhalt
Zur Auflockerung der im Handlungsverlauf transportierten moraldidaktischen Gedankenfracht versah Aal sein Stück mit zahlreichen dramatischen Kunstgriffen. Zur Abwechslung dienen oft modifizierte Dialoge, eine Fülle anschaulich gestalteter Bühnensequenzen, theatralisch wirkungsvolle Kombinationen kontrastierender Handlungsstränge, musikalische Einlagen und die Verwendung einer sehr bildlichen, von kernigem Volkswitz durchzogenen Sprache mit vielen eingebauten Redensarten und Schimpfwörtern.
Der für den ersten Aufführungstag vorgesehene Stoff enthält unter anderem das Auftreten Johannes des Täufers in der Wüste, seine Mahnreden an das Volk und Strafpredigten gegen die Pharisäer sowie sein Zusammentreffen mit Jesus, den er tauft. Ein weiterer Handlungsstrang zeigt die gegen Johannes gerichteten Unternehmungen der Pharisäer und die prachtvoll-absolutistische Hofhaltung des Herodes, gegen den Johannes eine Strafrede hält. Schliesslich wird er gefangengesetzt. Die Ereignisse um Jesus in diesem Handlungskomplex kontrastieren stark mit den weltlich-höfischen Szenen, und eine Simultanbühne veranschaulichte diese Bezugsdramatik bildlich. Aal bezog bei der von ihm beabsichtigten Aufzeigung der weltlichen Sündhaftigkeit und dem synchron dazu präsentierten göttlichen Heilsplan beide Vorgänge argumentativ nur aus den sich querenden Spielhandlungen aufeinander.
Die Ereignisse, die am zweiten Aufführungstag dargestellt werden sollen, sind vornehmlich am Hof des Herodes angesiedelt. Ihnen stehen die Szenen von den Taten Jesu kontrastierend gegenüber, wobei der Heiland etwa Wunder vollbringt oder predigt. Der dramatische Gipfelpunkt ist Herodes’ Geburtstagsfeier, die er mit einem Festessen und Musik begeht – wobei unter anderem Fechtkämpfe zur Aufführung kamen –, bis schliesslich Salome den Herrscher durch ihren Tanz zur Erfüllung ihres Wunsches bewegt, den Täufer hinrichten zu lassen. Synchron zum Bankett wird die Enthauptung des Johannes gezeigt, dessen abgeschlagenen Kopf Salome erhält, die diesen an ihre Mutter Herodias weiterreicht. Das Ende des Johannesspiels bildet Johannes’ Beisetzung durch seine ihn betrauernden Jünger.

### Mögliche weitere Werke
Möglicherweise ist Aal der Verfasser der in Solothurn überlieferten Texte des 1543 geschaffenen, 16-strophigen St.-Mauritzen-und-St.-Ursen-Liedes und des Älteren St.-Ursen-Spiels von 1539.